# Hemirhamphodon pogonognathus
Hemirhamphodon pogonognathus är en fiskart som först beskrevs av Bleeker, 1853.  Hemirhamphodon pogonognathus ingår i släktet Hemirhamphodon och familjen Hemiramphidae. Inga underarter finns listade i Catalogue of Life.